# 松永和楓
松永 和楓（まつなが わふう）は、長唄の名跡。4代目のみ「和風」と漢字表記を変えた。

## 初代
（生年不詳 - 文化5年（1808年））
松永流の開祖。水戸の生まれ、松島茂平次の門弟の松永忠五郎が1795年に和楓と改名。
1774年には江戸市村座「二人椀久」で立唄で好評を得る。

## 2代目
（天保10年（1839年） - 安政4年（1857年）5月11日）
1811年に2代目芳村伊三郎門下の芳村源太郎が2代目忠五郎を襲名。後和楓となる。

## 3代目
（天保10年（1839年） - 大正5年（1916年）10月15日）本名は保坂鉄太郎。
実家は江戸日本橋の鮨屋。元は清元出身で清元叶太夫。5代目忠五郎の女婿になり長唄に転進し6代目松永鉄五郎、1874年に新富座で立唄。1877年に7代目忠五郎、1880年に3代目和楓を襲名。長唄に独特の清元の節回しを取り入れ活躍。1888年には中村座の囃子頭。晩年は9代目市川團十郎との不和で劇場を去り1897年に東京長唄組合に組織もうまくいかず引退。團十郎没後は松永鉄翁を名乗り明治座の立唄となった。「松永和楓日記」は明治時代の長唄を知る上で貴重な文献として伝えられている。篠田鉱造「明治百話」（岩波文庫）に和楓の記事あり、「唾玉集」（平凡社に復刻あり）に和楓談話あり。1913年に完全に引退し骨董屋を開いた。「鞍馬山」SPレコードが数種残されている。

## 4代目

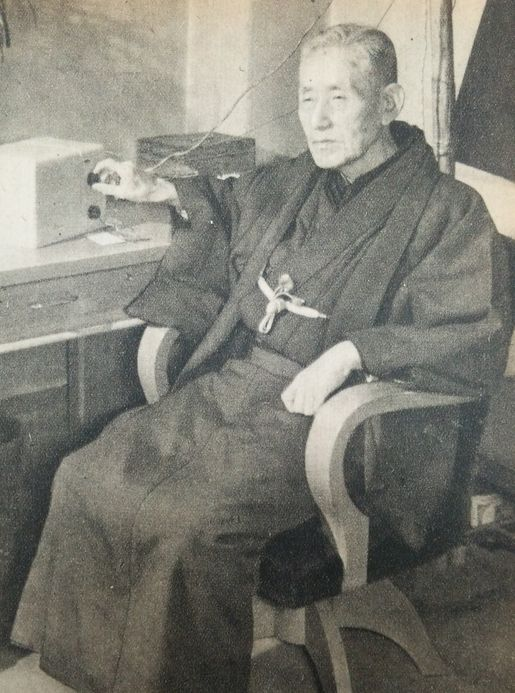
四代目南風（1948年）

（明治7年（1874年）2月18日 - 昭和37年（1962年）9月26日）本名は吉田定次郎。
東京市神田鍋町の生まれ、鉄道官吏をやっていたが1895年（明治28年）長唄に転進し当初は三味線で2代目稀音家六四郎（後の6代目杵屋彌十郎）、17歳頃には3代目杵屋勝太郎に師事。はじめ勝造、東京座の開場式に出演している、後唄方に転じ、3代目和楓の門下となって松永和幸を名乗った。その後一門を12代目杵屋六左衛門の植木店派に移籍し中村瓢二となったが、植木店派も離れて永五郎、鉄之丞などのを名乗る、一時劇場を撤退も復帰し5代目芳村孝次郎を襲名。歌舞伎座の鶴命会に参加し活躍。1929年12月に4代目和楓を襲名し松永家家元となった。1931年に漢字表記を和風とした。大正から昭和にかけて多くのSPレコードを残す。養子が9代目鉄五郎。墓所は雑司ヶ谷霊園。